# Half-keyboard
Un Half-keyboard es un tipo teclado especialmente diseñado y programado para ser utilizado en situaciones de espacio limitado o cuando el mecanógrafo necesita una mano libre.
Por lo general, se compone de sólo la mitad izquierda de un teclado normal, pero se codifica una clave particular, se mantiene pulsado (por lo general la barra espaciadora), se "salta" a ser la mitad derecha del teclado, permitiendo una persona para escribir con una sola mano.
Es fácil de aprender, porque nuestros cuerpos pueden reproducir fácilmente un movimiento de un lado al otro lado, y casi tan rápido como un teclado normal. Hay disponible una aplicación de software creada con AutoHotkey.